# Fernão Mendes Pinto
Fernão Mendes Pinto (in Portoghese medievale: Fernam Mendez Pinto; Montemor-o-Velho, 1509 circa – Almada, 8 luglio 1583) è stato un esploratore e scrittore portoghese.

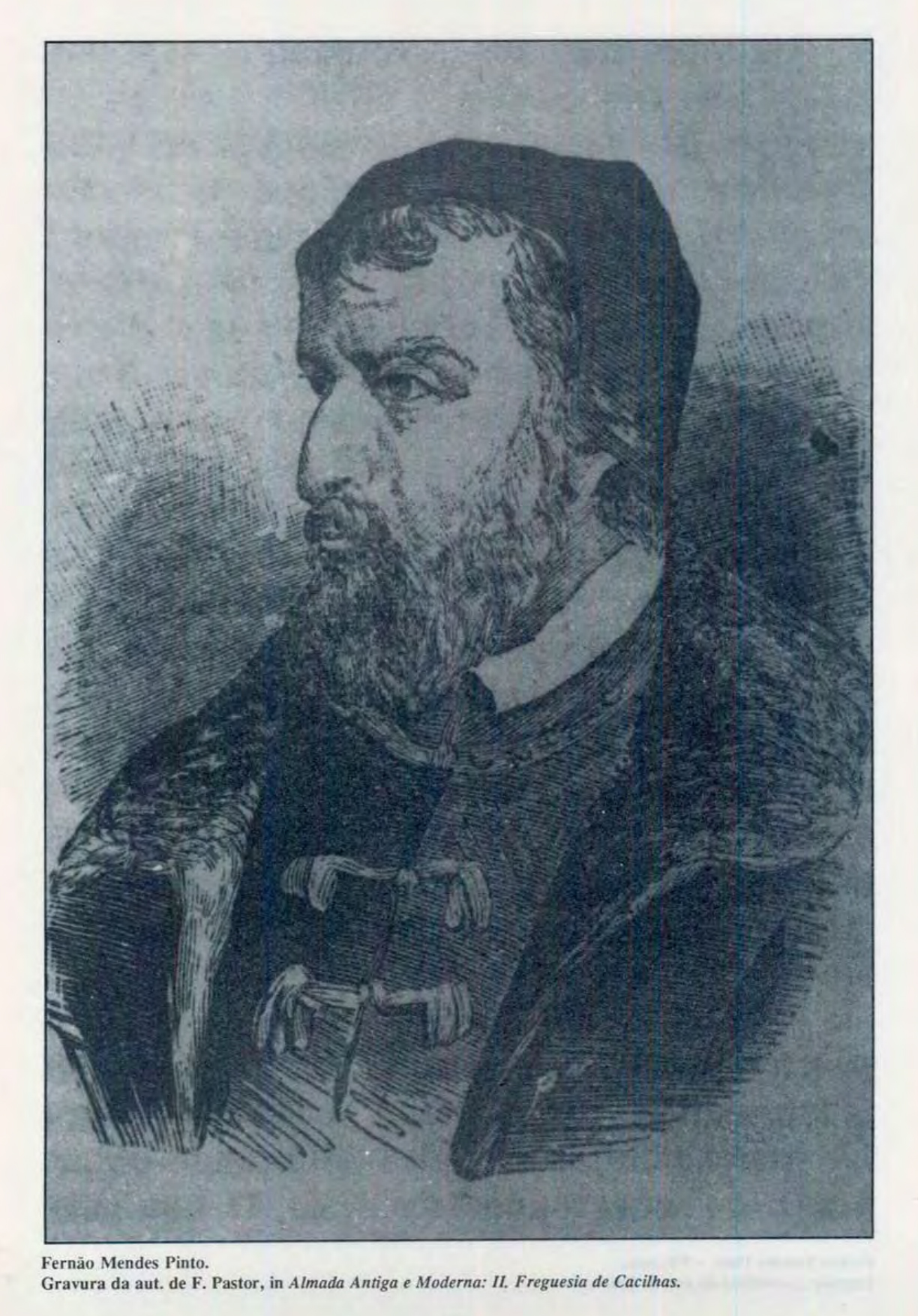
Ritratto di Fernão Mendes Pinto

Le sue avventure sono state tramandate attraverso la pubblicazione postuma del documento conosciuto come Peregrinaggio (in portoghese Peregrinação) nel 1614, un lavoro autobiografico la cui validità è di difficile valutazione. Durante i suoi viaggi verso il Medio Oriente e l'Estremo Oriente, Pinto visitò l'Etiopia, il Mar Arabico, la Cina (dove dichiarò di essere stato messo ai lavori forzati durante la costruzione della grande muraglia cinese), l'India e il Giappone. Affermò di essere stato tra i primi europei a raggiungere il Giappone, iniziando di conseguenza il periodo del commercio Nanban nel 1543 e introducendo per la prima volta le armi da fuoco in quelle terre. Promosse la creazione della prima chiesa cristiana in Giappone dopo essere diventato amico di un missionario membro della Compagnia di Gesù, conosciuto in seguito come San Francesco Saverio. Lo stesso Pinto fu Gesuita per un certo periodo, anche se in seguito abbandonò l'ordine.
Peregrinaggio mostra come Pinto fosse molto scontento della politica coloniale portoghese nell'estremo oriente, avanzando obiezioni di tipo morale e religioso verso ciò che gli sembrava una impresa ipocrita, imbevuta di avidità e mascherata come missione religiosa; posizione non comune all'epoca ma che in seguito si diffuse.. I suoi racconti citano oltre 20 anni di viaggi e imprese; viene riportato per esempio che fu "tredici volte fatto prigioniero e diciassette volte venduto" – molti dei suoi racconti non vennero accettati come veritieri. A causa di ciò, si diffuse il detto "Fernão, Mentes? Minto!", una battuta in lingua portoghese basata sul suo nome che significa "Fernão, tu menti? Sì, io mento!".

## Vita iniziale
Fernão Mendes Pinto nacque a Montemor-o-Velho nel 1509 in una famiglia povera. Si sa che avesse almeno due fratelli e due sorelle, e un cugino ricco, Francisco García de Vargas. Lasciò il villaggio per trasferirsi a Lisbona, la capitale del regno, nel 1521, dove servì il Duca Giorgio di Coimbra. Due anni dopo partì via mare per Setúbal, con l'intenzione di lavorare per un nobile di nome Francisco de Faria, ma durante il viaggio la nave venne attaccata da pirati francesi che abbandonarono l'equipaggio e i passeggeri su una spiaggia vicino ad Alentejo.

## Viaggi
I viaggi di Pinto possono essere divisi in tre fasi: i suoi primi viaggi dal Portogallo all'India, dove cercò di raggiungere le basi portoghesi sulla costa ovest indiana; altri viaggi si susseguirono dall'India alla penisola di Malacca, Sumatra, Thailandia, Cina e il Giappone; al termine Pinto ritornò in Europa.

### India

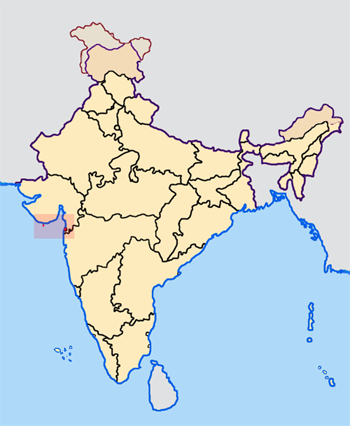
Mappa dell'India con in mostra la città di Diu (città).

Il primo viaggio di Fernão in India iniziò l'11 marzo 1537 partendo da Lisbona. Dopo una breve tappa in Mozambico, Pinto giunse a Daman-Diu, un'isola fortificata a nord-ovest di Bombay. La fortezza era sotto assedio dei musulmani comandati da Solimano il Magnifico, che era deciso a scalzare i portoghesi dall'India per mantenere il monopolio del commercio delle rotte orientali.
Invogliato dalle leggende che parlavano di ricchezze ottenibili dall'assalto delle navi musulmane, Pinto si unì a una missione di ricognizione nel Mar Rosso, con breve tappa in Etiopia per avvertire i soldati portoghesi che stavano a guardia di Eleni d'Etiopia. Dopo aver lasciato il porto di Massawa, le navi portoghesi combatterono contro tre galeoni dell'Impero ottomano, ma vennero sconfitti. L'equipaggio venne fatto prigioniero e deportato a Mocha, un porto nel sud-ovest della penisola araba. Pinto venne venduto come schiavo a un musulmano Greco di carattere crudele, al punto che Fernão minacciò di togliersi la vita; il padrone si convinse e vendette il suo schiavo a un mercante ebreo in cambio di datteri per un valore pari a 30 ducati.

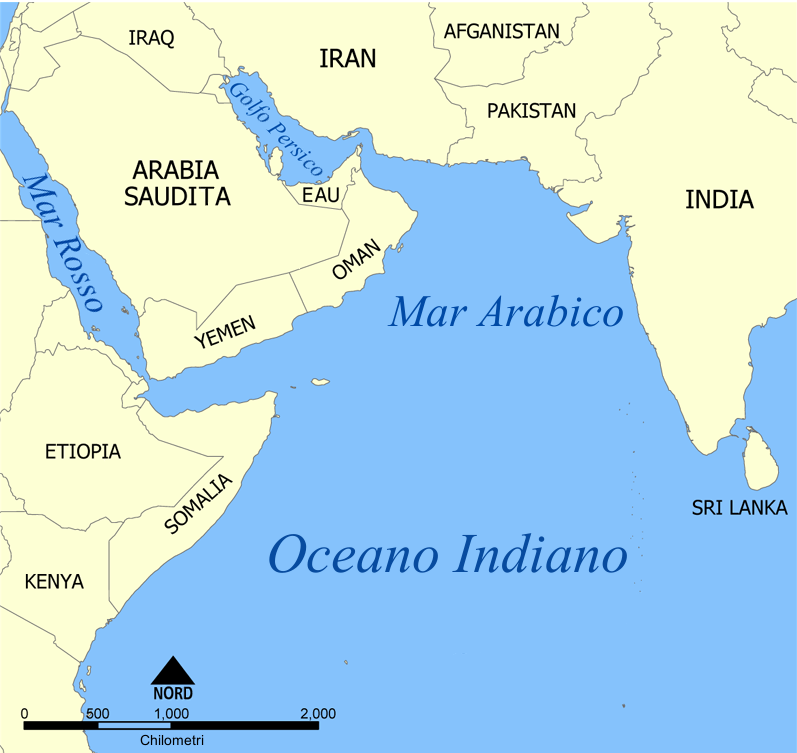
Mocha nel moderno Yemen; Hormuz nel moderno Iran.

Il suo nuovo padrone lo portò sulla rotta per Hormuz, il mercato principale del golfo persico, dove Pinto venne offerto al capitano della Fortezza di Hormuz. Fernão venne liberato al costo di trecento ducati pagati dalla Corona portoghese.
Il suo secondo viaggio in India lo portò a Goa, colonia portoghese e base navale stabilita per controllare il commercio delle spezie. Pinto venne in seguito trasferito contro la sua volontà a Dabul, per una missione contro gli Ottomani. Dopo diversi scontri nel mare arabico, Pinto ritornò a Goa.

### Malacca

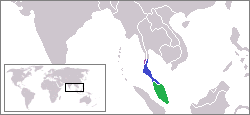
La penisola di Malacca

Nel 1539 Pinto giunse nella penisola di Malacca per lavorare con il Capitano Pero de Faria, il quale mandò Pinto a svolgere contatti di tipo diplomatico con i signori locali della regione.
Per la maggior parte del tempo svolse diversi compiti sull'isola di Sumatra, la cui popolazione si era alleata con i portoghesi contro i musulmani di Achin nel nord dell'isola. Provò a ricavare denaro da compravendite private, pur rimanendo fedele al Re e ai suoi interessi, a differenza di molti dei suoi compagni che fecero dei veri commerci privati al punto di sottrarre grandi quantità di denaro al regno.
Dopo Sumatra, venne mandato a Patani, sulla costa orientale della penisola Malacca. Unendo le forze con dei connazionali di una base commerciale a Patani, Pinto viaggiò su una nave carica di merce diretta verso la costa del Siam (l'odierna Thailandia); vennero attaccati da dei pirati musulmani che rubarono la merce e il denaro. Riprendendo il mare per cercare i pirati, divennero sostanzialmente dei pirati loro stessi sotto il comando di António de Faria.
Pinto continuò a svolgere quel ruolo per mesi nel golfo del Tonchino, nel Mar Cinese meridionale e presso la costa della Corea, dove dichiarò di aver depredato la tomba dell'Imperatore Cinese.

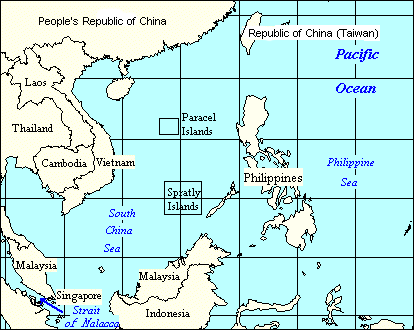
Il Mare Cinese meridionale

A bordo di una nave caduta in mano ai cinesi, i sopravvissuti vennero condannati ai lavori forzati presso la Grande Muraglia; Fernão fu tra questi. Non scontò la pena completamente in quanto divenne prigioniero di guerra dopo una invasione dei Tartari. Pinto e i suoi compagni comprarono la propria libertà insegnando ai Tartari delle tecniche per distruggere una fortezza, e in compagnia di un ambasciatore Tartaro viaggiarono verso la Cocincina, i territori della Cambogia e del Vietnam.
Durante il viaggio Pinto riportò di aver incontrato una figura religiosa che descrisse come "simile al papa" — probabilmente era il Dalai Lama — che non conosceva e non aveva mai sentito parlare dell'Europa. In seguito, frustrato dalla lentezza del viaggio, Pinto e due compagni decisero di abbordare una giunca di pirati cinesi, che si trovarono nel mare in tempesta e trasportati dalla corrente sull'isola di Tanegashima, a sud di Kyūshū; questa è la fonte da cui Pinto dichiarò di essere il primo europeo a metter piede sul territorio giapponese.

### Giappone

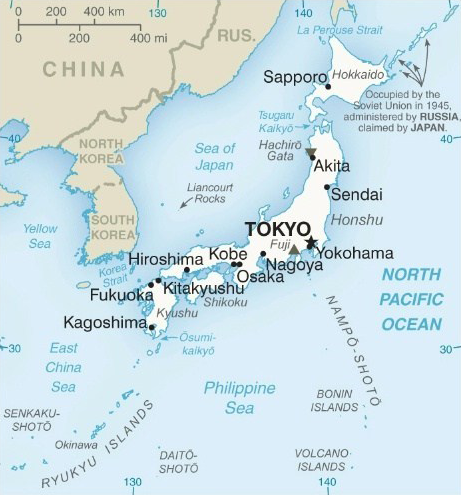
Mappa del Giappone

Alcuni anni dopo (1542/1543), Pinto raggiunse per caso la terra sconosciuta del Giappone giungendo a Tanegashima. Lui e i compagni riuscirono a ingraziarsi un signore feudale, al quale diedero degli archibugi, le prime armi da fuoco importate in quelle terre. Il modello dell'arma venne rapidamente riprodotto ed ebbe un grande impatto nelle seguenti guerre civili giapponesi. Pinto ritornò presso le coste della Cina, dopo essere stato rilasciato su Ningpo, e contattò diversi mercanti portoghesi che si dimostrarono molto interessati a iniziare un commercio con il Giappone. La loro spedizione ebbe un imprevisto e la nave si arenò presso le isole Ryūkyū; quando vennero arrestati per pirateria vennero rilasciati in poco tempo a causa della compassione delle donne dell'isola.
Nel 1549, Pinto lasciò il porto di Kagoshima prendendo con sé un uomo di nome Anjirō, un fuggitivo, e lo presentò a San Francesco Saverio. Saverio si unì al viaggio di Fernão in Giappone e iniziò a diffondere la fede cattolica. Nel 1551, Pinto incontrò Saverio di nuovo e svolse opere di evangelizzazione nella regione.
Nel 1554, Fernão decise di ritornare in Portogallo con ciò che aveva guadagnato tramite i suoi viaggi; prima di ritornare si convertì diventando un fratello dei Gesuiti e donò un certo ammontare di denaro alla società. Pinto partì assieme a Saverio quando il Gesuita lasciò l'incarico di evangelizzazione a un successore.

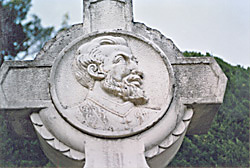
Memoriale a San Francesco Saverio, a Hirado, Nagasaki

Una lettera scritta da Otomo Yoshishige sostiene questi avvenimenti: quando il daimyō di Bungo chiese che Pinto ritornasse in Giappone, si offrì anche di convertirsi. Fernão riuscì a combinare una buona trattativa diplomatica e fece stabilire una ambasciata, anche se non poté convertire Otomo in quanto era in corso una guerra civile — Otomo non poteva convertirsi in quanto avrebbe causato scontento tra i suoi sostenitori. Ventidue anni dopo Otomo si convertì, nello stesso periodo in cui Pinto completò la propria autobiografia.
Pinto, per ragioni sconosciute, lasciò i Gesuiti nel 1557 durante il viaggio di ritorno.
Fernão ritornò sulla penisola di Malacca per riferire informazioni al capitano che lo aveva mandato in missione a Martaban, nella Bassa Myanmar. Arrivò nel mezzo di un assedio e si rifugiò in un campo di mercenari portoghesi che avevano tradito il Viceré di Martaban.

### Java
Pinto ritornò a Goa, dove incontrò Pero de Faria, ex-capitano di Malacca. Pero lo mandò in viaggio verso Java per comprare pepe nero da vendere in seguito in Cina. Mentre stava comprando merce nel porto di Bantam, Pinto venne avvertito da quaranta mercanti portoghesi che avevano sentito parlare di atti di violenza nelle zone circostanti a causa della morte dell'Imperatore per mano di un paggio. Dopo essere stati catturati e venduti altre volte, Fernão riuscì a comprarsi un passaggio verso il Siam, conosciuta oggi come Thailandia. Pinto descrive come il Re del Siam avesse chiesto ai residenti portoghesi di offrirsi per combattere una rivolta presso i confini a nord. Il Re venne avvelenato dalla Regina, che aveva anche ucciso il giovane erede al trono, e mise il proprio fidanzato al posto del ragazzo. Il nuovo Re venne ucciso, e il Re della Birmania diede via agli attacchi contro Ayuthia, capitale del Siam.
La descrizione di tali eventi della storia Birmana sono tra i più dettagliati che si possono trovare nella storia moderna occidentale.

### Ritorno
Fernão ritornò in Portogallo il 22 settembre 1558. Era già famoso in Europa come autore di una lettera che era stata pubblicata dalla Società di Gesù nel 1555. Dal 1562 al 1566 Fernão spese quattro anni e mezzo al servizio della corte nella speranza di ricevere una ricompensa per i servigi svolti per il suo paese.

## Il libro
Nel 1558 ritornò in Portogallo, dove sposò Maria Correia Barreto e con la quale ebbe almeno due figlie; il numero esatto è sconosciuto. Comprò una fattoria nella regione di Pragal (vicino ad Almada) nel 1562 e nel 1569 iniziò a scrivere informazioni riguardo ai suoi viaggi nel semi-sconosciuto oriente.
Fernão Mendes Pinto morì l'8 luglio 1583 presso la sua fattoria a Pragal. Il suo libro venne pubblicato nel 1614, trentun anni dopo la sua morte, da un monaco di nome Belchior Faria. Si pensa che la versione stampata del libro non corrisponda esattamente ai manoscritti dell'autore — alcune frasi sembrano essere state cancellate e altre sono state "corrette". Una caratteristica peculiare è la scomparsa di molti riferimenti alla Compagnia di Gesù.
Anche se Fernão Mendes Pinto non aveva ricevuto insegnamenti ed una educazione pari a quella di altri autori e scrittori contemporanei, la sua esperienza e intelligenza gli permisero di creare un lavoro senza segni di pregiudizio riguardo alle "nuove" culture scoperte dai portoghesi.

## Eredità culturale

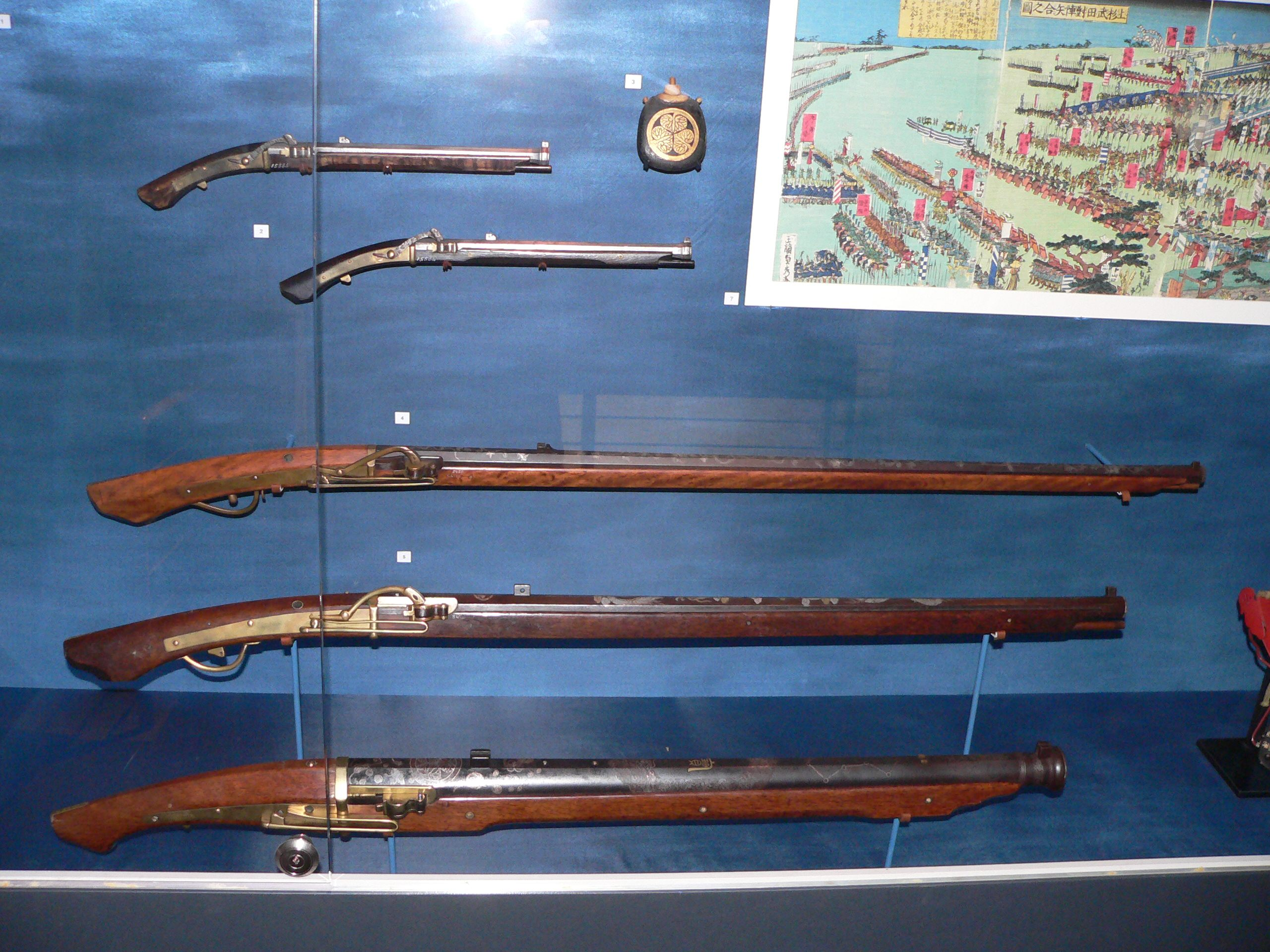
Archibugio giapponese dell'età di Edo (teppo)

Tra i maggiori impatti a livello di civiltà, Pinto dichiarò di aver introdotto per la prima volta
l'archibugio sull'isola di Tanegashima. Basato sul modello dell'arma costruita dai portoghesi, i fabbri giapponesi riuscirono a produrre archibugi (chiamati da loro tanega-shima). Nel 1553 in Giappone vi erano più armi per persona che in qualsiasi altra nazione nel mondo.
Nel 1600, le armi da fuoco Giapponesi erano le migliori prodotte nel mondo. Il tanega-shima cambiò drasticamente lo stile di guerra giapponese, fino a quando Tokugawa Ieyasu dichiarò illegale il possesso e l'uso di tali armi.
Un altro cambiamento importante fu la costruzione della prima chiesa cristiana in Giappone.
Il cratere Mendes Pinto di Mercurio è stato dedicato all'esploratore nel 1978.

## Riferimenti

### Libri
- Breve História da Literatura Portuguesa, Texto Editora, Lisboa, 1999
- A. J. Barreiros, História da Literatura Portuguesa, Editora Pax, 11th ed.
- A. J. Saraiva, O. Lopes, História da Literatura Portuguesa, Porto Editora, 12tg ed.
- Verbo Enciclopédia Luso-Brasileira de Cultura, 15th ed., Editorial Verbo, Lisboa
- Lexicoteca Moderna Enciclopédia Universal, vol. 15, Círculo de Leitores, 1987
- The Travels of Mendes Pinto, ISBN 0-226-66951-3
- Peregrinazione, 1537-1558 (traduzione di Erilde Melillo Reali). A cura di Giuseppe Carlo Rossi. Milano, Longanesi Editore, 1970.